# Samuel Henry Kress
Samuel Henry Kress, né le 23 juillet 1863 en Pennsylvanie et mort le 22 septembre 1955 à New York, est un homme d'affaires, collectionneur d'art et philanthrope américain.

## Biographie
Samuel Kress naît et grandit dans la petite ville de Cherryville près d'Allentown en Pennsylvanie. Il appartient à une famille modeste de sept enfants.

### Carrière professionnelle
Le jeune Samuel Kress gagne d'abord sa vie en travaillant dans une carrière, mais ses capacités intellectuelles lui permettent rapidement (dès l'âge de 17 ans) de postuler à un poste d'instituteur.
En 1887, il ouvre un premier commerce de papeterie et bimbeloterie à Nanticoke, en Pennsylvanie. Devant le succès rencontré, il décide d'ouvrir d'autres magasins en ciblant les petites villes plutôt que les grands centres urbains. Sa chaîne commerciale prend le nom de S. H. Kress & Company, mais les magasins sont souvent connus par le surnom de Kress Five and Dime, et font la fortune de leur fondateur.

### Collectionneur et philanthrope
Samuel Kress est le fondateur et premier président de la Fondation Samuel H. Kress, qui offre des bourses en Histoire de l'Art, aide au financement d'expositions et à des restaurations d'œuvres en Italie. Passionné par l'art, il constitue par le biais du marchand d'art Joseph Duveen une immense collection de tableaux et de sculptures, essentiellement de la période baroque italienne ; dès les années 1930 il décide d'effectuer des donations majeures de son vivant, et offre des œuvres de grande valeur à de nombreux musées américains. Beaucoup de ces musées sont de taille et de réputation modestes, et leur renommée est considérablement renforcée par les donations de Kress. Il contribue aussi à la création de la National Gallery of Art de Washington en 1941, répondant ainsi à l'appel d'Andrew Mellon.